# Michaił Botow
Michaił Aleksiejewicz Botow (ros. Михаил Алексеевич Ботов; ur. 1910, zm. 1975) – radziecki animator oraz reżyser filmów animowanych. 

## Życiorys
Od 1937 roku pracował w studiu „Sojuzmultfilm”. Brał udział w II wojnie światowej. W latach 1953–1955 był scenografem animacji. W latach 1956–1959 był współreżyserem w zespole Iwana Iwanowa-Wano. Od 1960 roku reżyser, pierwsze prace wspólnie z Grigorijem Kozłowem.

## Filmografia

### Animator
- 1948: Mistrz narciarski
- 1949: Lew i zając
- 1950: Gdy na choinkach zapalają się ognie
- 1950: Żółty bocian
- 1950: Jeleń i wilk
- 1950: Jak lisica budowała kurnik
- 1951: Leśni podróżnicy
- 1951: Na wysokiej górze
- 1952: Wyrwidąb
- 1952: Kasztanka
- 1952: Sarmiko
- 1952: Śnieżka
- 1952: Bracia Lu
- 1953: Magiczne zabawki
- 1953: Nieposłuszny kotek
- 1957: Wilk i siedem kózek
- 1964: Mańkut

### Reżyser
- 1950: Dwanaście miesięcy
- 1957: W pewnym królestwie
- 1959: Przygody Buratina
- 1971: Bez tego obejść się nie można

### Dyrektor artystyczny
- 1953: Koncert w lesie
- 1954: Brudasy, strzeżcie się!
- 1955: Dzielny zając